# Новые Лапсары
Но́вые Лапса́ры (чув. Çĕнĕ Лапсар) — бывшая административная единица, посёлок городского типа (с сельским населением как сельский населённый пункт с декабря 2005 года) в Чувашской Республике Российской Федерации. Входит в Чебоксарский городской округ, подчинён Ленинскому району города Чебоксары.

## Физико-географическая характеристика
Посёлок размещён у южных границ Чебоксар, вблизи автомагистрали М7 «Волга». Площадь 30 га. 

## Население
| 1989 | 1992  | 2001  | 2002  | 2010  | 2021  |
| ---- | ----- | ----- | ----- | ----- | ----- |
| 5691 | ↗6000 | ↗7100 | ↗7655 | ↘6955 | ↘5913 |

В Новых Лапсарах наблюдался самый высокий прирост населения в чебоксарской агломерации: в 1990—2000 годах население увеличилось на 1300 человек. Доля трудоспособного населения — 71,3%, доля пожилых — 14,5%. 

Перепись 2010 года зафиксировала незначительные изменения в этническом составе населения по сравнению с 1989 годом: снизилась доля чувашей — 73,2% (в 1989 — 78,2%), увеличилась доля русских — 23,1% (в 1989 — 19,1%), татар — 0,9% (в 1989 — 0,8%). 

## История
Образован в 1970 году.

В подчинение городу Чебоксары передан распоряжением № 406-р от 20 апреля 1983 года.
 В апреле 1997 года соглашением между администрациями города Чебоксары и Чебоксарского района деревни Заводское, Заовражное, Новоилларионово, Рябиновка, Селиваново и поселок Новые Лапсары исключены из перечня населённых пунктов Чувашской Республики как фактически слившиеся с территорией города Чебоксары.
Активная застройка посёлка благоустроенными многоквартирными домами в 3—5 этажей велась в 1980-е гг.

Самый первый дом, построенный в посёлке, — дом № 12.

## Инфраструктура
Посёлкообразующим предприятием является птицефабрика. На территории Новых Лапсар размещены торгово-закупочные предприятия и складские помещения, имеются деревообрабатывающие производства, а также транспортные предприятия. 

В посёлке функционируют: начальная школа-детский сад, средняя общеобразовательная школа (№ 42), детский сад (№ 123), баня, бассейн, школа искусств, детско-юношеская спортивная школа имени олимпийского чемпиона А. И. Тихонова, дом культуры «Акация», офис врача общей практики, отделение паллиативной медицинской помощи Центральной городской больницы, 2 кафе, магазины, библиотека.

Три улицы: Совхозная, Луговая и Пригородная.

### Религия
Лапсарцы являются прихожанами храма иконы Божией Матери «Скоропослушница» (Совхозная ул, 16, корп. 1). 

### Транспорт
Между городом Чебоксары и посёлком Новые Лапсары организовано автобусное сообщение (маршрут № 46; до 1 декабря 2018 года — маршрут № 10).

## Уроженцы
Акимова, Татьяна Сергеевна — российская биатлонистка.